# Jaques Vernet
Pour les articles homonymes, voir Vernet.
Jaques Vernet, né le 17 mars 1926 à Genève et mort le 23 mai 2019 à Genève, est un homme politique genevois.

## Biographie
Fils de l'avocat et député Raymond Vernet et de Germaine Bourcart, il étudie le droit à Genève et obtient son brevet d'avocat en 1950. 
Conseiller municipal (législatif) de Genève de 1955 à 1962, il est député libéral au Grand Conseil genevois de 1961 à 1973, puis membre du Conseil d’État de la République et Canton de Genève à la tête des Travaux publics de 1973 à 1981 et de la Prévoyance sociale et santé publique de 1981 à 1989. Il présida ce même Conseil d’État à trois reprises (1978-1979, 1984-1985, 1988-1989). 